# Nyagisozi (Nyaruguru)
Nyagisozi è un settore (imirenge) del Ruanda, parte della Provincia Meridionale e del distretto di Nyaruguru.